# Spergularia spruceana
Spergularia spruceana är en nejlikväxtart som beskrevs av George Bowyer Rossbach. Spergularia spruceana ingår i släktet rödnarvar, och familjen nejlikväxter. Inga underarter finns listade i Catalogue of Life.